# Stellaria viridifolia
Stellaria viridifolia är en nejlikväxtart som först beskrevs av Michael Kuzmich Khokhrjakov, och fick sitt nu gällande namn av A.P. Khokhryakov. Stellaria viridifolia ingår i släktet stjärnblommor, och familjen nejlikväxter. Inga underarter finns listade i Catalogue of Life.